# ロッカ・バラード
『ロッカ・バラード』は2009年12月9日にリリースされた、甲斐バンド初のバラード・ベスト・アルバム。

## 概要
甲斐よしひろデビュー35周年を記念し甲斐バンドが再結成された2009年、35周年の締めくくりとしてリリースされた。発売日のオリコンデイリーチャートは第24位。
甲斐バンドの全オリジナル・アルバムから、バラードばかりを集めたベスト盤。
既存音源の他、セルフ・カバー1曲・リメイク1曲・最新リミックス4曲・リミックス1曲を含む計16曲が収録。N.Y3部作収録曲は、アルバム・ヴァージョンを収録。
2007年の24bitデジタルリマスタリング音源、外箱仕様。
本作発売日2009年12月9日、当初11月2日に予定されていたストリート・ライブをJR新橋駅SL広場前で開催。ストリートライブは、1996年再結成時に福岡・天神で行われて以来13年ぶりのことだった。

## 収録曲
1. 昨日のように(NEW RECORDING)
2. BLUE LETTER
3. 最後の夜汽車(NEW REMIX)
4. メガロポリス・ノクターン[2]
5. 安奈（REMIX）
6. 熱狂<ステージ>(NEW REMIX)
7. 異邦人の夜<シスコ・ナイト>
8. レイニー・ドライヴ[2]
9. 陽の訪れのように(NEW REMIX)
10. 男と女のいる舗道(NEW REMIX)
11. ラヴ・マイナス・ゼロ
12. 恋のバカンス[3]
13. 甘いKissをしようぜ[2]
14. 人生号(NEW SONG)
15. LADY
16. 嵐の季節(From Big Night NEW EDIT)[4]